# Elefante-marinho-do-sul
O elefante-marinho-do-sul (Mirounga leonina) é um mamífero aquático pertencente à família Phocidae. Este animal recebe esse nome devido à presença de um focinho inflável nos machos da espécie, que se assemelha a uma tromba. Já as fêmeas apresentam focinho arredondado, o que facilita a sua diferenciação. Outro fator que muda entre os sexos é o tamanho: as fêmeas são menores e alcançam cerca de 3,5 metros, enquanto os machos chegam a atingir 6,5 metros de comprimento, além de alcançar cerca de três toneladas e meia. Uma característica comum às duas espécies é a presença de unhas nas pontas das nadadeiras, e o revestimento do corpo por uma espessa camada de gordura, que serve tanto como isolante térmico quanto para proteção contra ataques de predadores, como tubarões e orcas.
Ele passa aproximadamente 3/4 de sua vida no mar aberto ao redor do continente antártico. A maior parte do conhecimento sobre a espécie é a partir de observações. Quando no mar, a espécie passa mais de 80% de seu tempo debaixo d’água. Seu comportamento pode ser dividido em dois: Comportamento não reprodutivo e comportamento reprodutivo. Dos comportamentos fora de época de acasalamento, sua movimentação terrestre é a mais importante, pois o elefante marinho tem limitações para se locomover em terra e maestria ao se locomover na água. Sua forma de locomoção é idêntica em ambos os sexos.

## Origem
A origem dos elefantes marinhos ainda não é bem definida, assim como de todos os pinípedes. Entretanto, há um consenso de que os animais da família Phocidae tenham se originado onde hoje conhecemos por Ásia, durante meados do Mioceno, cerca de 15 a 20 milhões de anos atrás. Existem especulações de que as focas antárticas descenderam de focas monaquinoides ancestrais que se espalharam para o Sul do Caribe durante o Mioceno, na época do resfriamento da água do mar, e, assim, aproveitaram da ausência da barreira ístmica da América Central e entraram na rota de água fria do Pacífico Leste para o Pacífico Sul.

## Descrição física
O elefante-marinho-do-sul é distinguido do seu parente do norte, o elefante-marinho-do-norte (Mirounga angustirostris) por ser maior e mais corpulento e por ter uma menor, porém mais larga, narina. Os machos do sul também parecem mais altos quando combatem entre si, devido à sua tendência para curvar a coluna com mais força  e por se elevar quase que totalmente do que as espécies do norte. O dimorfismo sexual é muito marcante: os machos são de 3 a 4 vezes maiores que as fêmeas. Os maiores podem pesar até 4 toneladas e medir mais de 6 metros, mas, geralmente, os machos têm cerca de 2 toneladas e 4 metros, ao passo que as médias das fêmeas são de 500 kg e 2,70 m.
As narinas se desenvolvem entre os machos dominantes na forma de trombas, uma particularidade que dá origem ao nome elefante-marinho. Esta tromba (ou probóscide) fica evidente e se expande para formar uma caixa de ressonância quando o animal se irrita ou quando ruge para afirmar sua autoridade e dominância.
Os membros anteriores são capazes de favorecer desde curtas distâncias a movimentos rápidos, de forma a chegar ao mar, atrair as fêmeas ou de espantar os intrusos. O deslocamento em terra pode chegar a 8 km/h.
Os filhotes nascem como uma pelagem própria, o lanugo, inteiramente preta, que não é adaptada à água, mas que tem uma densidade suficiente para protegê-los do frio e do meio ambiente. A transformação da voz acompanha o desmame.

## Habitat terrestre

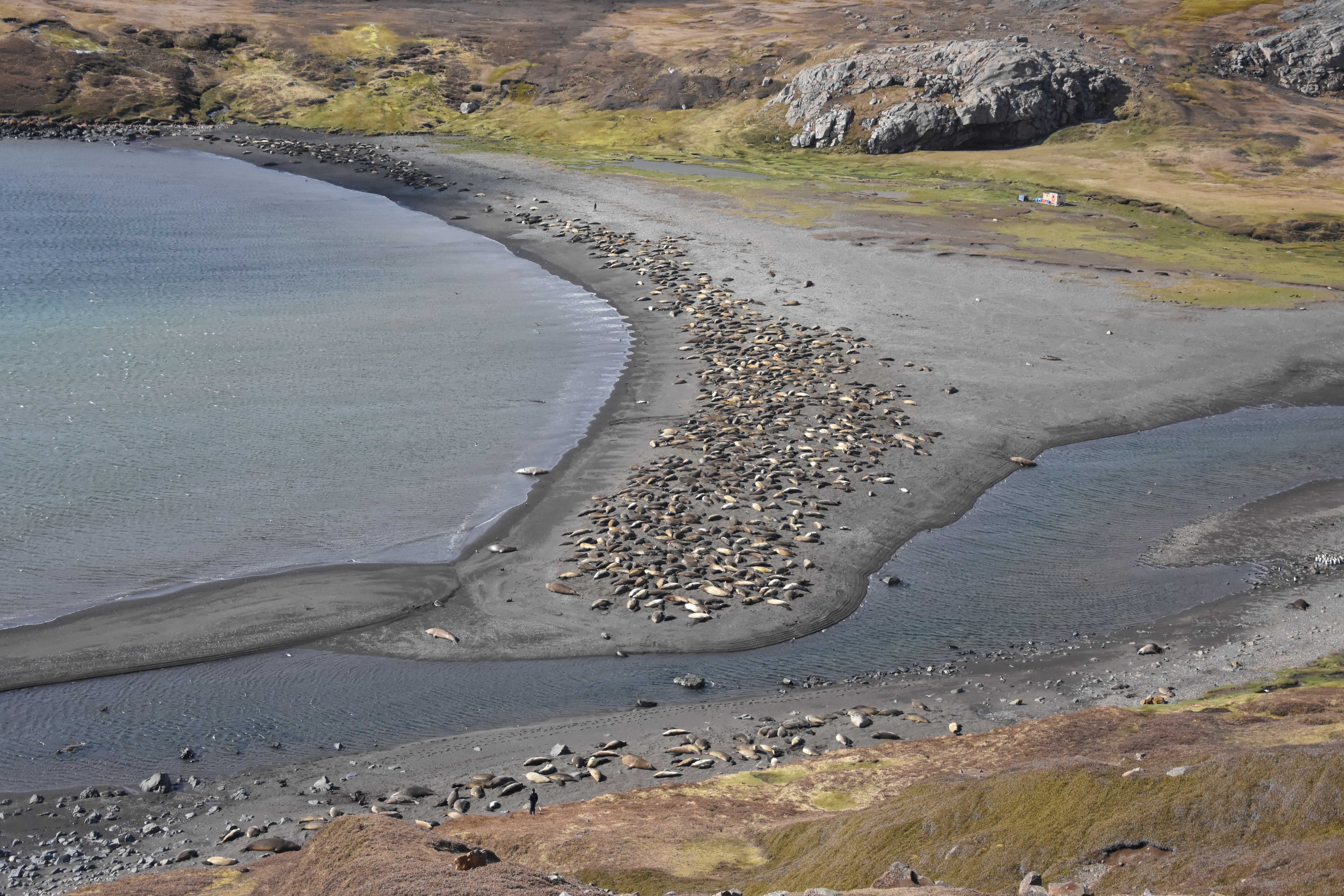
Colônia de elefantes-marinhos-do-sul

As colônias tradicionais e locais de transporte de elefantes marinhos são ilhas ou costas continentais remotas. Os locais de reprodução e de descanso mais buscados por estes animais costumam ser praias arenosas e com declive gradual. Por conta da acessibilidade, os elefantes marinhos instalam-se primeiro em praias de areias finas, a seguir em seixos e, como último recurso, em rochas ou costões rochosos. Um terreno arenoso é o ideal para os movimentos desses grandes animais, pois facilita a sua locomoção. Além disso, tanto no elefante-marinho-do-sul quanto o elefante-marinho-do-norte (Mirounga angustirostris), jogar areia úmida, terra solta ou pequenos seixos úmidos em suas costas ajuda na regulação da temperatura em dias quentes.

## População
A população mundial compreende de 600 mil a 740 mil animais.
Os estudos que mapeiam populações do elefante-marinho-do-sul mostram populações diferentes em diferentes áreas geográficas e em cada um dos três oceanos.
Outras colônias podem existir na Tasmânia, Santa Helena (território) e no Arquipélago Juan Fernández, no Chile.
Alguns indivíduos isolados da espécie chegam ao Brasil, África do Sul e Austrália. Outros também são encontrados nas Ilhas Maurício e nas Ilhas Reunião.

## Nado e comportamento aquático

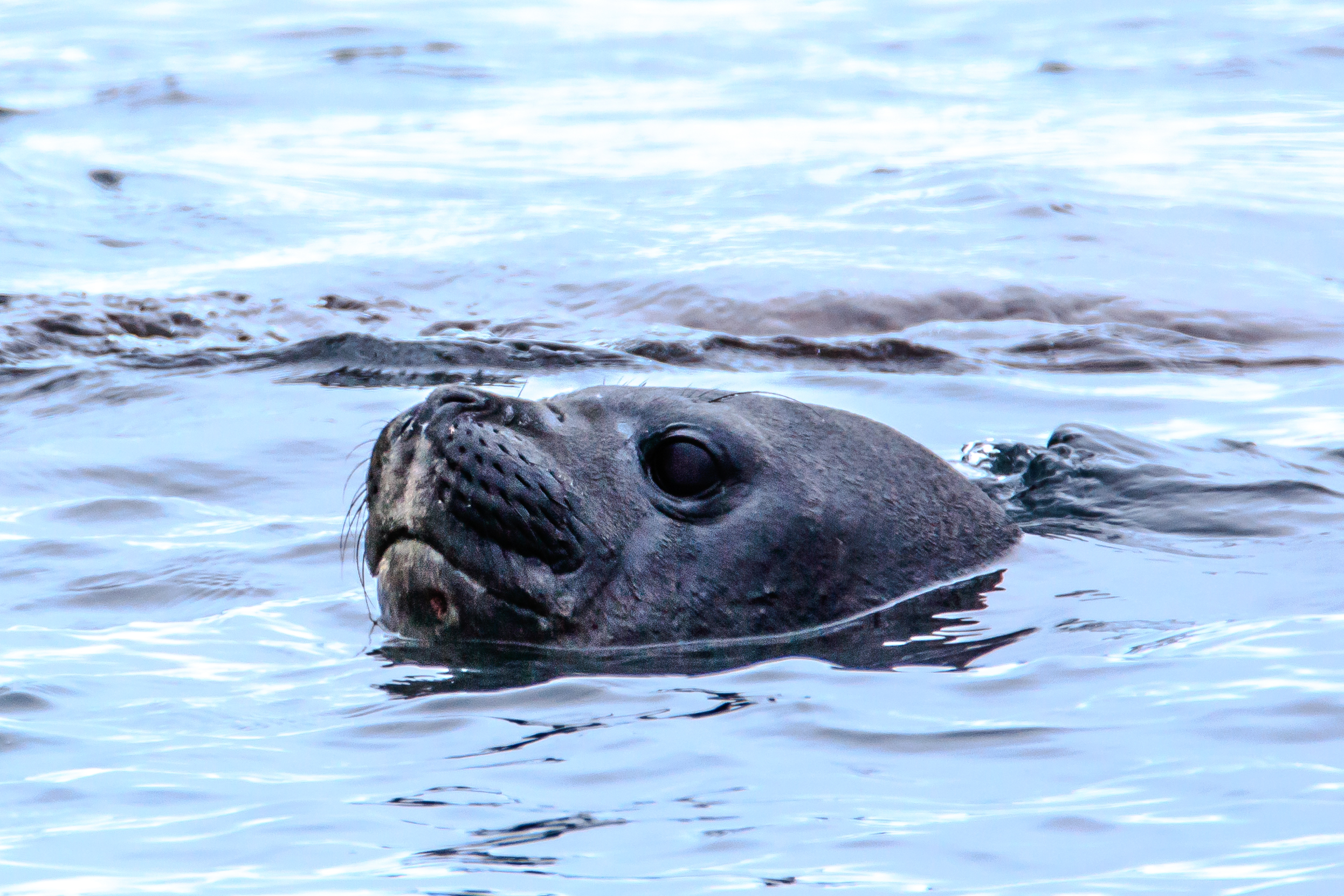
Elefante-marinho-do-sul fêmea em ambiente aquático

O comum é que os filhotes comecem a nadar em curtas distâncias e em poucos locais entre 30 e 40 dias de vida, mas, em circunstâncias anormais, eles podem iniciar sua vida aquática antes disso. Eles levam cerca de uma semana para aprenderem a nadar, e não contam com o auxílio da mãe nesse processo. Diferente dos adultos, suas barbatanas são mais fracas e vão se desenvolvendo conforme o crescimento e a prática da natação.
Os adultos possuem um nado excelente. Eles podem ficar longos períodos submersos, emergem de maneira vertical para respirar, e, ao retornarem, inspiram fortemente antes de mergulhar. A velocidade pode variar de 10 a 50 milhas por hora.
Esses animais são usualmente vistos dormindo na água. Podem ficar submersos de três a quatros pés abaixo do nível do mar, e emergem em intervalos numa média de 5 a 10 minutos para respirar. O esfíncter caval desses animais são muito desenvolvidos, por isso conseguem realizar longos mergulhos pelas profundezas dos oceanos.

## Locomoção e comportamento terrestre

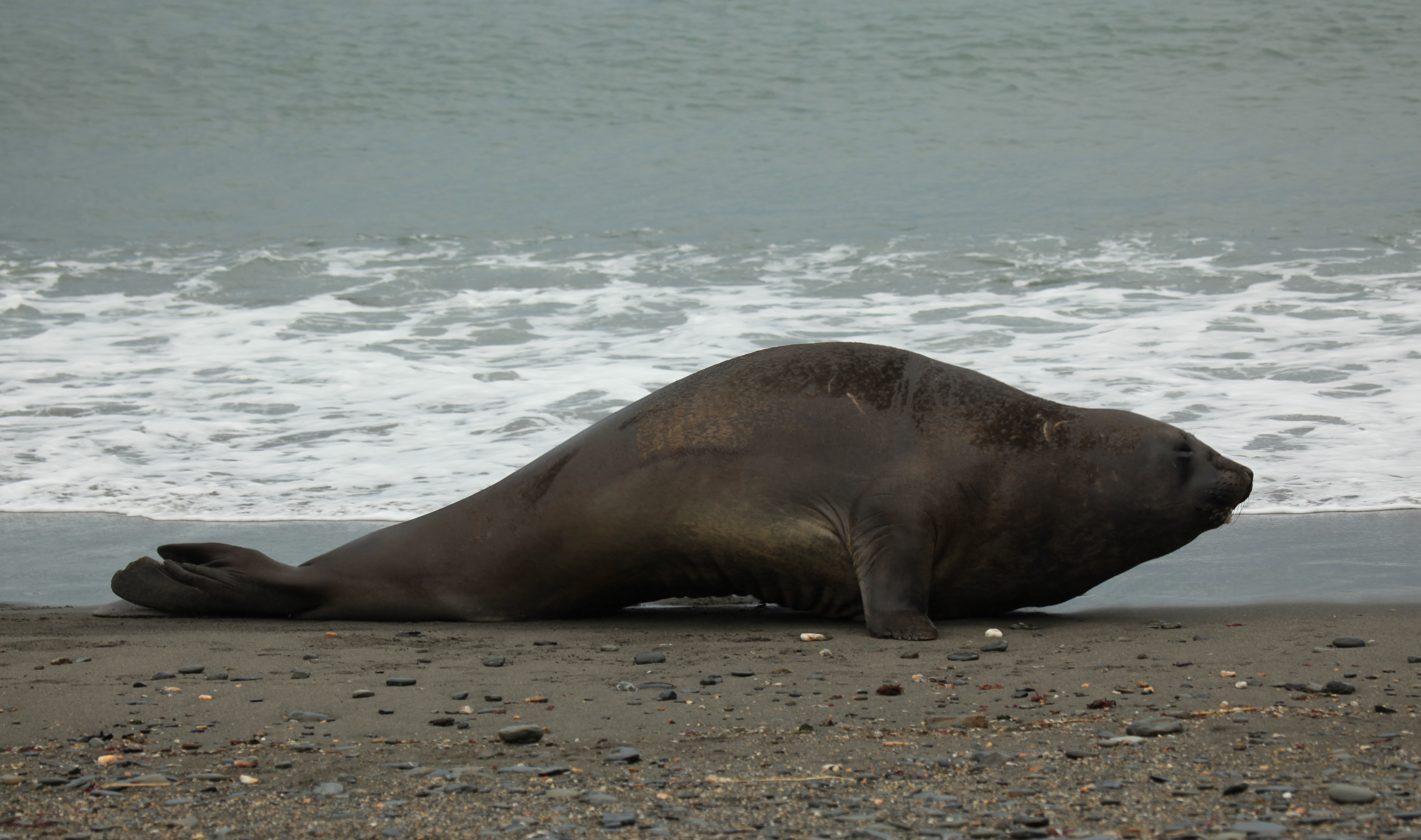
Elefante-marinho-do-sul se locomovendo na terra

Os movimentos de locomoção dos elefantes marinhos são geralmente iniciados por flexão vertical da nadadeira que puxa a região pélvica para frente. A parte anterior do corpo é então levantada e levada para a frente por um impulso para baixo das nadadeiras dianteiras, auxiliado por impulso pélvico e extensão do corpo, de modo que o animal engata para a frente cerca de dez ou doze polegadas. Em movimentos prolongados, como é comum na época de reprodução, o animal salta com grande maestria, de modo que se assemelha com um pneu de borracha parcialmente vazio, o que evidencia a boa flexibilidade de sua coluna vertebral. A natureza rítmica da locomoção sustentada é surpreendentemente graciosa para um animal tão pesado. Sob certas circunstâncias, há algumas modificações desse padrão básico. As fêmeas prenhes, a curto prazo, carregam as nadadeiras traseiras do chão, e o componente pélvico do ritmo locomotor está ausente ou reduzido, mas, mesmo assim, conseguem cobrir distâncias consideráveis. Ambos os sexos conseguem subir encostas muito íngremes se houver atrito suficiente. Na descida, os membros anteriores são mantidos nas laterais e não são usados, sendo o tórax o meio de tração. Quando viajam distâncias curtas, os machos se movem mais rapidamente; a velocidade máxima observada em terreno plano é, em média, nove quilômetros por hora, embora seja muito menor em terreno acidentado. Já a velocidade máxima das fêmeas em terreno plano é de cerca de três a seis quilômetros por hora.

## Alimentação
Após o desmame, aos 23 dias de idade, os filhotes vivem cerca de um mês com as reservas de gordura depositadas durante a amamentação. Durante a última parte deste período eles começam a entrar na água, ficando em partes rasas e voltadas para a praia. Nessa época, já com olhos abertos, eles se aninham nos seixos em busca de anfípodes que ali se aglomeram. Após esse período de transição, eles gradualmente adquirem a dieta de adulto conforme sua habilidade de natação melhora.
O elefante-marinho-do-sul adulto se alimenta exclusivamente de cefalópodes e peixes. Crustáceos e outros invertebrados também servem ocasionalmente de alimento para esses animais.
Assim como nas focas, a digestão dos elefantes marinhos é bastante rápida. A comida é geralmente engolida debaixo d'água. Não há um estudo exato que afirme a quantidade de alimento consumido pelo animal adulto, mas um exemplar de 5,5 metros, no zoológico de Berlim, consome de oitenta a duzentos quilogramas de peixe por dia. Essa média varia entre as estações. O animal livre na natureza pode consumir quantidades consideravelmente maiores.

## Comportamento do filhote

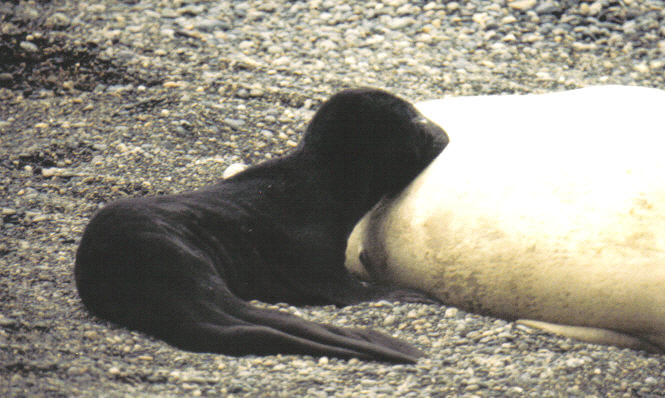
Filhote de elefante-marinho-do-sul com pelagem preta

Ao nascer, o filhote carrega uma pelagem preta, de pelos longos e sedosos, que rapidamente se tornam marrons e lanosos. Ele pesa cerca de cinquenta quilograma e mede cerca de cinquenta centímetros do nariz à cauda. Durante a amamentação, que dura pouco mais de três semanas, uma espessa camada de gordura é desenvolvida, o que faz com que o peso aumente quatro vezes e a circunferência quase duplique. O cordão umbilical é eliminado aos oito dias. Os filhotes entram no mar voluntariamente logo após a muda estar concluída, mas em circunstâncias anormais, como o rompimento do gelo rápido, por exemplo, eles podem nadar muito mais cedo. Após o desmame, aos vinte e três dias de idade, o filhote vive com os estoques de gordura acumulados durante a amamentação, perdendo cerca de 1,5 quilogramas dia até começar a ter sucesso na alimentação.

### Antes do desmame
Os filhotes não nascem com os olhos abertos, e, por isso, procedem por tentativa e erro na busca pelos tetos. Nessa situação, eles podem machucar os tetos da mãe com seus dois únicos dentes. Como resultado do comportamento descrito, os mamilos das fêmeas lactantes costumam ser circundados por uma área de pele em carne viva.

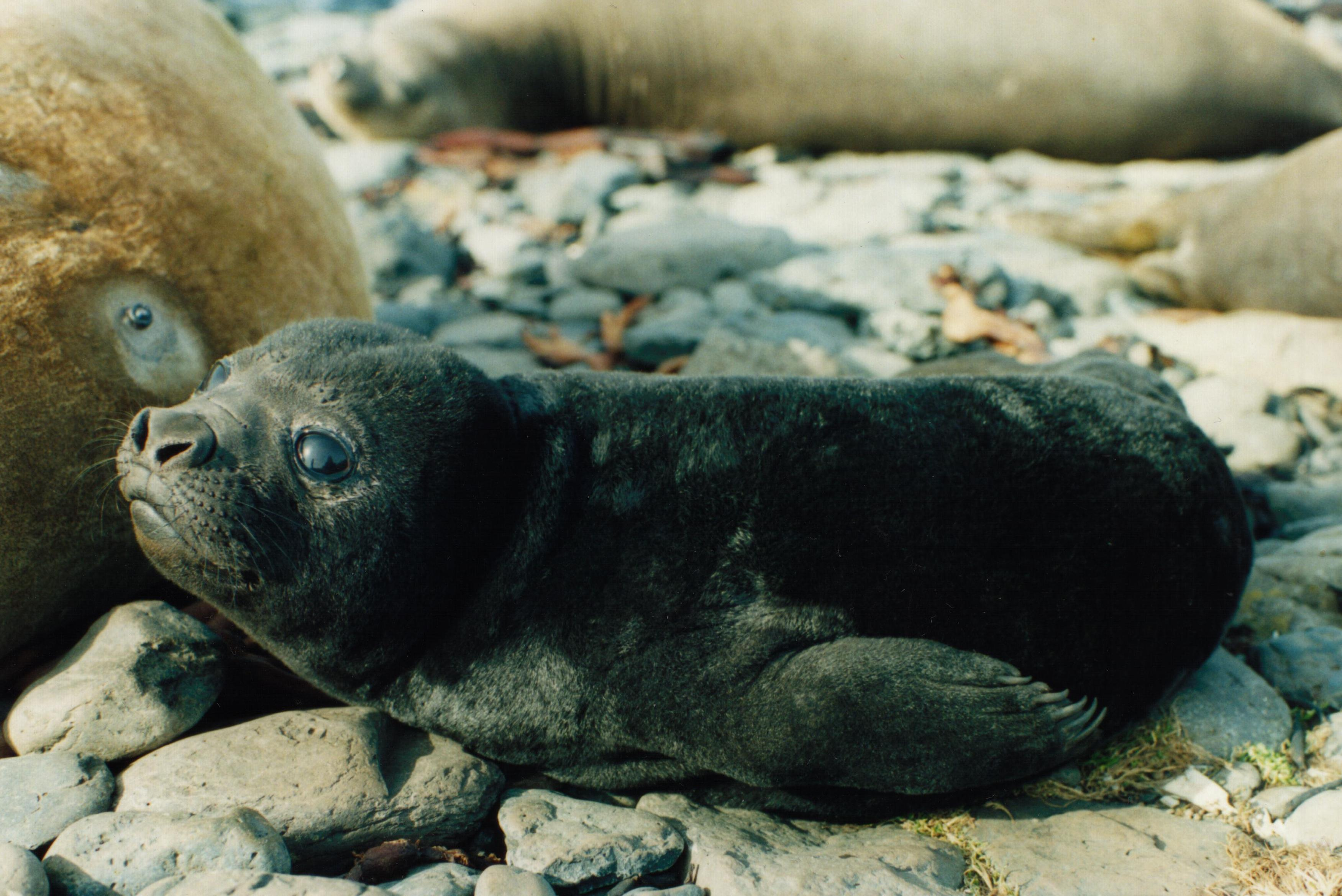
Filhote de elefante-marinho-do-sul

Os filhotes costumam ser amamentados duas vezes ao dia, mas acontece de haver exceções. Eles são muito ativos. Logo após o nascimento já são capazes de dobrar suas nadadeiras dianteiras em todas as direções com facilidade. No início da muda, eles podem coçar todas as partes do corpo para aliviar a irritação. Podem também levantar a cabeça para olhar ao longo das próprias costas como os adultos.

### Depois do desmame
Quando desmamados, os filhotes buscam o interior dos haréns. Lá eles ficam por até duas semanas, e permanecem, nesse período, dormindo, se coçando e se entregando a batalhas simuladas. Após isso, esses filhotes encontram o caminho de volta para a costa, onde navegam nas piscinas ou áreas rasas antes de iniciarem a vida no mar. Em partes onde a costa não é muito íngreme, os desmamados costumam descansar nos riachos e poças de água doce, muitas vezes, se banhando na lama. Essa atitude acelera o processo de muda.

## Reprodução

### Organização social e comportamento de acasalamento

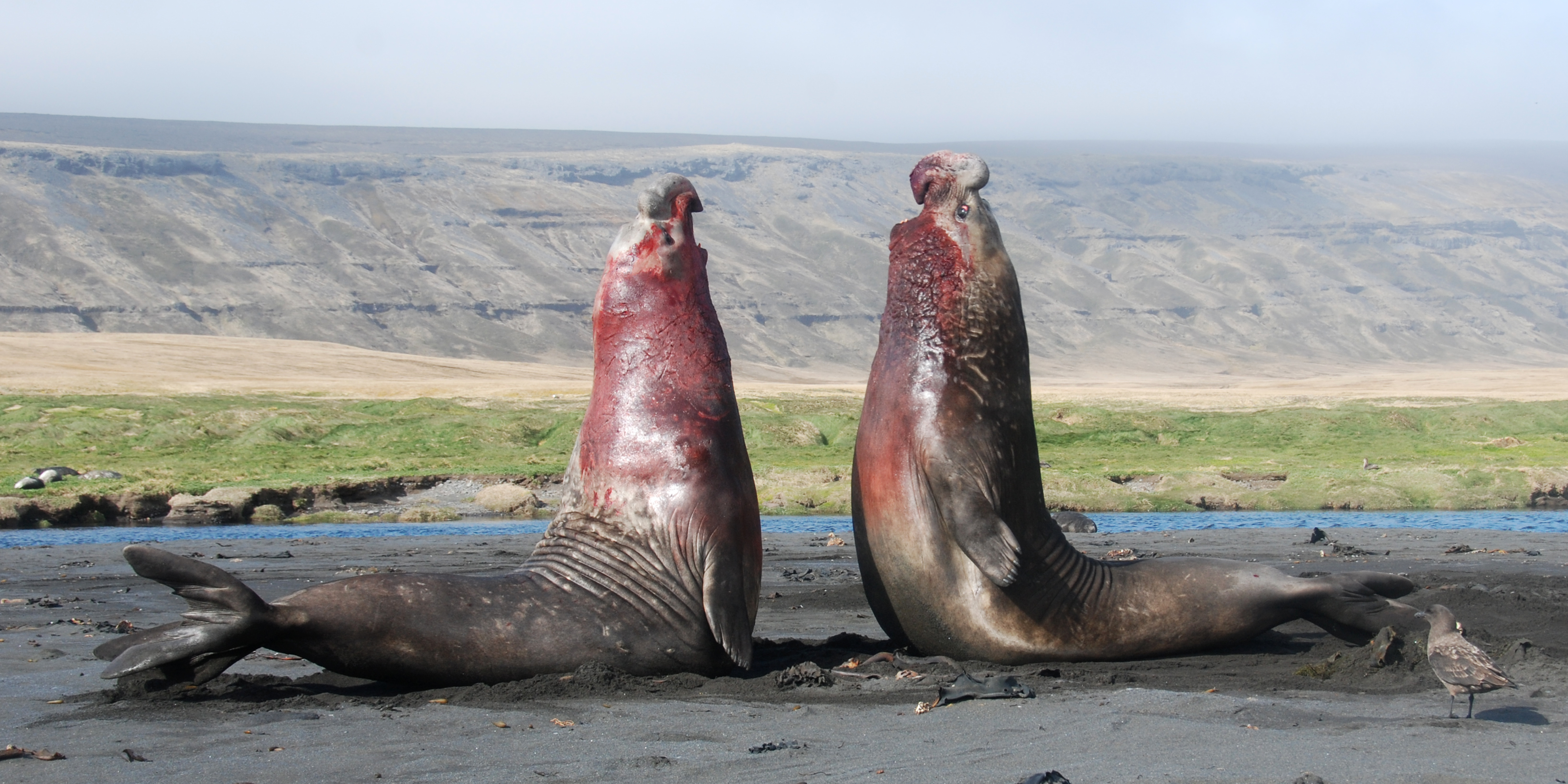
Elefantes-marinhos-do-sul em combate

Os machos são agressivos quando chegam à colônia no início da época de reprodução, ameaçando e lutando entre si em áreas onde as fêmeas se contentam em dar à luz. Quando essas fêmeas grávidas começam a chegar, logo buscam se juntar – formando os haréns – para se protegerem dos machos sexualmente agressivos. O resultado dos encontros ferozes e sangrentos entre machos é uma hierarquia de dominância em cada área de reprodução. Esta estrutura social reduz o acesso às fêmeas agrupadas a alguns dos machos de classificação mais alta na área. Um macho, o alfa, domina todos os outros e os mantém longe das fêmeas.

### Sucesso de acasalamento de machos
A existência dessa estrutura de poder nas colônias resulta na pequena quantidade de machos que conseguem acasalar. Os que obtém sucesso são os de posição social dominante. Na espécie, um macho pode ser responsável por 98% dos acasalamentos de um único harém.
Os machos alcançam a puberdade entre quatro e cinco anos de idade, mas não conseguem ocupar posições de hierarquia até que tenham, em média, oito anos. A expectativa de vida reprodutiva para a espécie é de, no máximo, vinte anos.

### Ciclo e idade reprodutiva das fêmeas
Há fortes evidências de que as fêmeas encontram seus parceiros pela primeira vez no mar.

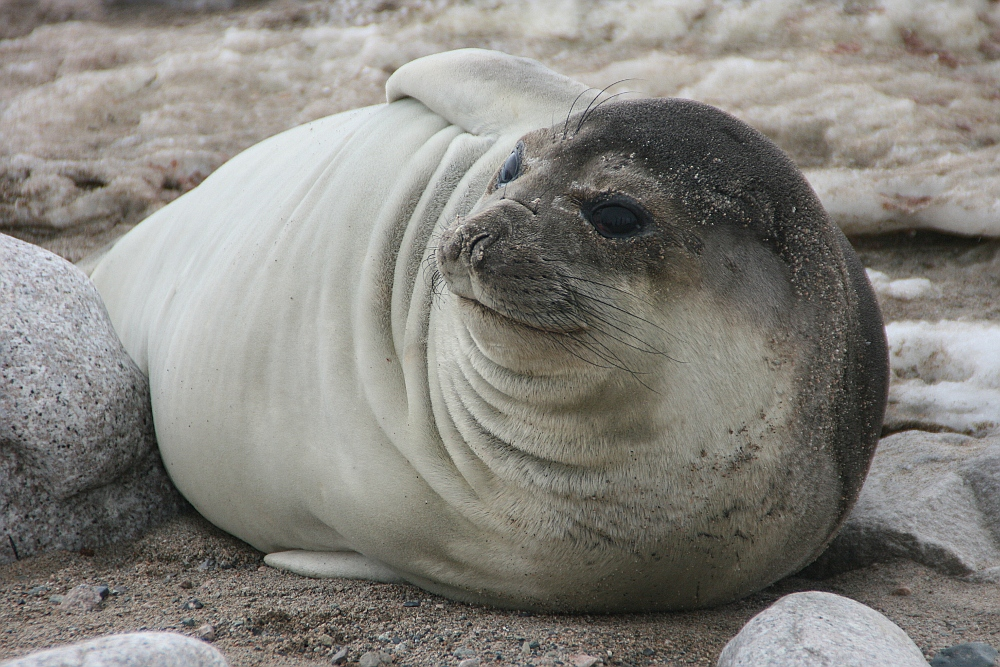
Elefante-marinho-do-sul fêmea

Normalmente as virgens acasalam na terra no final da temporada de reprodução, mas as demais acasalam na água. Estudos sobre as espécies do sul demonstrou que em fêmeas paridas, após cópulas e fertilização, o desenvolvimento é suspenso e o blastocisto permanece livre no útero, em média, por 2 meses. A implantação ocorre no final da muda de verão e o crescimento embrionário ativo dura cerca de 2 meses também.
Dentro de 5 dias após a chegada de uma fêmea grávida ao viveiro durante a época de reprodução, ela dá à luz a um único filhote. Ela o mantém por perto e o alimenta diariamente por vinte e três dias. Durante os últimos quatro dias de amamentação, ela copula. Vinte e oito dias após chegar à colônia, quando já desmamou o filhote, ela retorna ao mar.
As fêmeas Mirounga leonina dão à luz pela primeira vez entre 3 a 6 anos de idade. A maioria gera um filhote por ano, e eles vivem cerca de 20 anos.

## O jejum
O jejum em terra é parte da estratégia de vida do elefante marinho. Um macho alfa, que pode manter os outros longe de um grupo de fêmeas, acasala com muitas fêmeas e muitas filhas, desde que ele permaneça próximo delas noite e dia, de modo que mantém os competidores afastados. Se ele tem que fazer viagens periódicas ao mar para se alimentar, outros machos acasalarão em sua ausência. Assim, o sucesso de acasalamento de um macho que domina seus competidores dependerá da duração de sua permanência ininterrupta na colônia durante a temporada de acasalamento. Os machos reprodutores jejuam por mais de 100 dias enquanto lutam para manter a posição social.
Já as fêmeas jejuam enquanto amamentam. Por não terem que se alimentar enquanto realizam esse processo, como leões marinhos e focas, uma mãe elefante marinho transfere grande quantidade de energia do leite para seu filhote em pouco tempo.
O jejum é imposto aos filhotes desmamados com a partida da mãe. Eles jejuam enquanto aprendem a nadar e a mergulhar, antes de iniciarem a vida no mar para encontrar comida.
Para colher os benefícios do jejum, os elefantes marinhos devem ser capazes de acumular energia suficiente durante suas longas viagens ao mar. Eles devem ter uma grande capacidade de armazenar gordura, e devem economizar esse armazenamento de energia enquanto permanecem em terra.
Quando esses animais não estão lutando, acasalando, amamentando ou aprendendo habilidades na água, como é o caso de filhotes recém desmamados, eles dormem. O sono não segue um padrão. Isso ocorre em todas as horas, mas especificamente durante o calor do dia.
Além disso, os elefantes marinhos sofrem longas apneias durante o sono, durando até 25 minutos. Esse padrão de respiração é uma das várias maneiras de economizar água e energia.